# Mark Noble (Fußballspieler)
Mark James Noble (* 8. Mai 1987 in Newham, London) ist ein ehemaliger Fußballprofi, der als zentraler Mittelfeldspieler spielte und langjähriger Mannschaftskapitän des Premier-League-Klubs West Ham United war. Seine Loyalität und seine Verdienste um den Klub brachten ihm den Spitznamen „Mr. West Ham“ ein. Er spielte fast seine gesamte aktive Zeit im Jugendteam und in der ersten Mannschaft des Klubs, abgesehen von zwei kurzen Leihen bei Hull City und Ipswich Town im Jahr 2006.
Obwohl er für England auf zahlreichen Nachwuchsebenen gespielt hat, und Captain der U21-Nationalmannschaft war (drei Tore in 20 Einsätzen) hat er noch keinen Einsatz in der A-Nationalmannschaft vorzuweisen. Im Jahr 2020 wurde Noble als der Spieler mit der zweithöchsten Elfmeter-Konversionsrate der letzten 20 Jahren weltweit eingestuft. Seine Konversionsrate von 90,5 % wurde nur von Robert Lewandowskis Quote von 91,1 % übertroffen.

## Karriere
Mit nur 17 Jahren debütierte Noble am 24. August 2004 für den damaligen Zweitligisten West Ham United in einem Ligapokalspiel gegen Southend United und am 15. Januar 2005 in der Meisterschaft bei einer 2:4-Niederlage bei den Wolverhampton Wanderers. Bis zum Ende der Saison kam er auf insgesamt 13 Einsätze in der Football League Championship.
Nach dem Aufstieg von West Ham in die Premier League wurde er zunächst in den Spielen gegen Tottenham Hotspur und Manchester United eingesetzt. Im Jahr 2006 lieh ihn der Verein dann an Hull City aus, wo Noble jedoch mit Verletzungsproblemen zu kämpfen hatte und aus diesem Grund nach nur vier Spielen wieder nach London zurückkehrte. Er beendete dort die Saison mit lediglich fünf Erstligaeinsätzen.
Mit Trainer Alan Pardew besaß er zwar einen großen Fürsprecher, konnte sich aber insgesamt – trotz einiger Spiele auf der zentralen Mittelfeldposition – auch in der Saison 2005/06 auf keiner fixen Position als Stammspieler empfehlen. Im August 2006 wurde er erneut an einen Zweitligisten ausgeliehen und kam für Ipswich Town am 12. September 2006 beim 2:1-Heimsieg gegen Coventry City zu seinem ersten Tor in einem Pflichtspiel. Die dreimonatige Ausleihphase gestaltete sich derart positiv, sodass Ipswichs Trainer Jim Magilton eine dauerhafte Verpflichtung in Erwägung zog, zumal Pardew mittlerweile durch Alan Curbishley ersetzt wurde.
In der Saison 2007/08 erkämpfte sich Noble einen Stammplatz und galt als einer der Aufsteiger der Saison.
Am 29. November 2014, überholte Noble Steve Potts als West-Ham-Spieler mit den meisten Premier League Einsätzen. Das Spiel gegen Newcastle United war sein 205. Premier-League-Spiel für den Verein und sein insgesamt 300. Spiel für die „Irons“.